# Крефельд
Кре́фельд (нем. Krefeld МФА: [ˈkʁeːfɛlt]о файле; до 1929 года: нем. Сrefeld) — город земельного подчинения в Германии, расположен в федеральной земле Северный Рейн-Вестфалия.
Подчинён административному округу Дюссельдорф, город земельного подчинения. Население: 225 144 (2015; в 2012 году — 222 026; в 2009 году — 236,3 тыс.; в 2020 году — 226 844). Занимает площадь 137,68 км². Официальный код — 05 1 14 000.

## Административное деление
Город подразделяется на девятнадцать городских районов. Список районов с официальными номерами:
- 010 Stadtmitte
- 020 Kempener Feld/Baackeshof
- 030 Inrath/Kliedbruch
- 040 Cracau
- 050 Dießem/Lehmheide
- 060 Benrad-Süd
- 070 Forstwald
- 080 Benrad-Nord
- 090 Hülser Berg
- 100 Traar

- 110 Verberg
- 120 Gartenstadt
- 130 Bockum
- 140 Linn
- 150 Gellep-Stratum
- 160 Oppum
- 170 Fischeln
- 180 Uerdingen
- 190 Hüls

Крефельд является городом-побратимом города Ульяновска.

## История
Город возник в римские времена, когда легионы основали военный лагерь в Гелдубе (сегодня город Геллеп). В записях 1105 года упоминается название Крефельда как Кринвельде. Эрдинген, первоначально отдельный город к востоку от Крефельда, основанный в 1255 году, стал в средние века более крупным и важным, чем Крефельд.
В феврале 1598 года Вальбурга, жена Адольфа ван Нивеннара и последняя графиня Лимбургская и Моерская, подарила графство Моерс, в том числе Крефельд, принцу Морицу Оранскому. После её смерти в 1600 году Иоганн Вильгельм Клевский овладел этими землями, но Мориц успешно защитил своё наследство в 1601 году. Крефельд и Мёрс оставались под юрисдикцией Оранского дома и Республики Соединённых провинций на протяжении Золотого века Нидерландов. Рост города начался в этом столетии, частично потому, что Крефельд был одним из немногих городов, перенесших ужасы Тридцатилетней войны (1618—1648).
После смерти Виллема III Оранского в 1702 году Крефельд был включен в состав Королевства Пруссия. Битва при Крефельде произошла в 1758 году во время Семилетней войны. Крефельд и Уердинген были включены в прусскую провинцию Юлих-Клеве-Берг в 1815 году (после 1822 года — в составе Рейнской провинции). В 1872 году Крефельд стал независимым городом в пределах Рейнской Пруссии. В 1918 году во время Первой мировой войны бельгийская армия использовала его в качестве базы во время оккупации Рейнской области.
В 1929 году Крефельд и Эрдинген объединились, сформировав Крефельд-Эрдинген; в 1940 году название было сокращено, и город стал именоваться просто Крефельд.

### Евреи Крефельда
Евреи были перечислены как граждане Крефельда с 1617 года. В 1764 году была возведена синагога, а к 1812 году под французским правлением город включал 196 еврейских семей с тремя еврейскими банками. Город стал столицей для окружающих еврейских общин, включая более 5000 евреев, и к 1897 году они составляли 1,8 % населения. В городе существовала еврейская школа, в которой в 1900 году обучалось более 200 учеников.
11 декабря 1941 года во время Второй мировой войны подробный отчёт о перевозке евреев из Крефельда и его окрестностей перечислил 1007 евреев из Крефельда и Дуйсбурга, которые были депортированы на железнодорожный вокзал Штиротава под Ригой, а затем в концентрационный лагерь Юнгфернхоф. Они перевозились в холоде и без питьевой воды более двух дней. Почти сразу по прибытии эти евреи были расстреляны в результате массового убийства в Румбуле.

## Достопримечательности
- Замок Бург Линн.
- Хюльзер Берг — излюбленное место отдыха жителей Крефельда и окрестностей. Холм ледникового происхождения.
- Есть и памятник зубной щетке высотой в два метра. Он стоит в городе Крефельд с 1983 года.
- Крефельдский ботанический сад — ландшафтный памятник природы, городской ботанический парк,
- Городской парк Юрдинген между северной и западной частями города Крефельд.

## Культура

Данная марка посвящена 300-летию "немецкого Мейфлауэра", прибытия 13 семей из Крефельда в Джермантаун.

Город исстари славен текстильными мануфактурами. В характеристике города можно отметить музеи Крефельда: Немецкий музей текстиля (Deutsches Textilmuseum) и Музей культуры шелка (Haus der Seidenkultur).
В Крефельде была основана Blind Guardian, одна из самых популярных немецких рок-групп.
Одной из достопримечательностей города является его зоопарк. В ночь на 1 января 2020 г. зоопарк пережил пожар, в котором погибло около 30 животных, из-за случайного попадания китайского фонарика, запущенного в новогоднюю ночь, в вольер с обезьянами. Нарушительницы добровольно сдались полиции.

## Спорт
В городе базируется хоккейный клуб «Крефельд Пингвин», который выступает в Немецкой хоккейной лиге.

## Транспорт
- Мост Крефельд–Юрдинген

## Персоналии
- Ауэрбах, Шарлотта (1899-1994) — генетик
- Альбрехт, Ганс Иоахим (род. 1938) — немецкий скульптор.
- Лёвенгейм, Леопольд (1878-1957) — немецкий математик
- Цорн, Макс Август — американский математик
- Шейблер, Иоганн (1777-1838) — немецкий изобретатель
- Финк, Франц Николаус (1867–1910) – немецкий филолог, языковед, педагог

## Фотографии

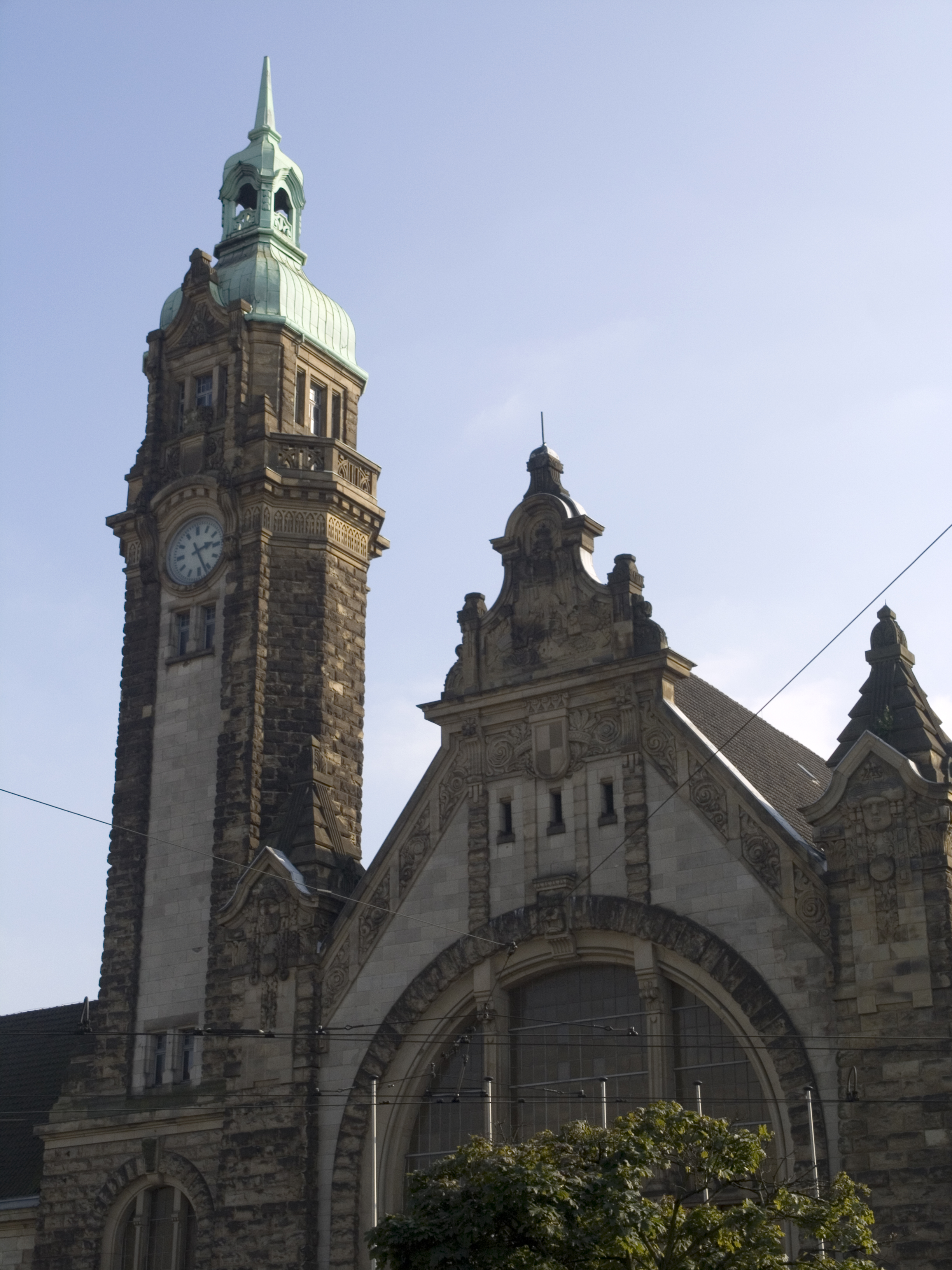
Вокзал
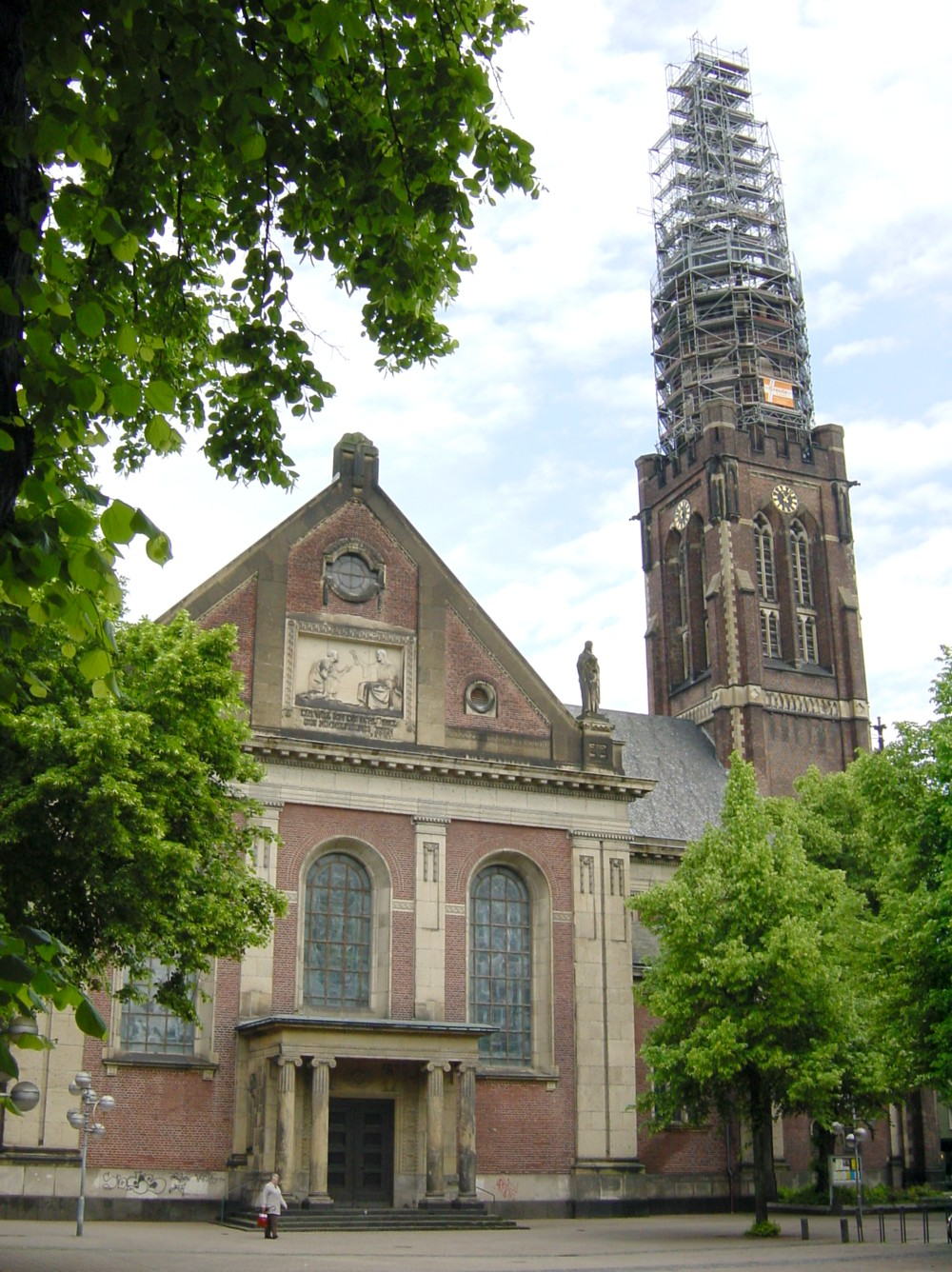
Главная католическая церковь города - св. Дионисия
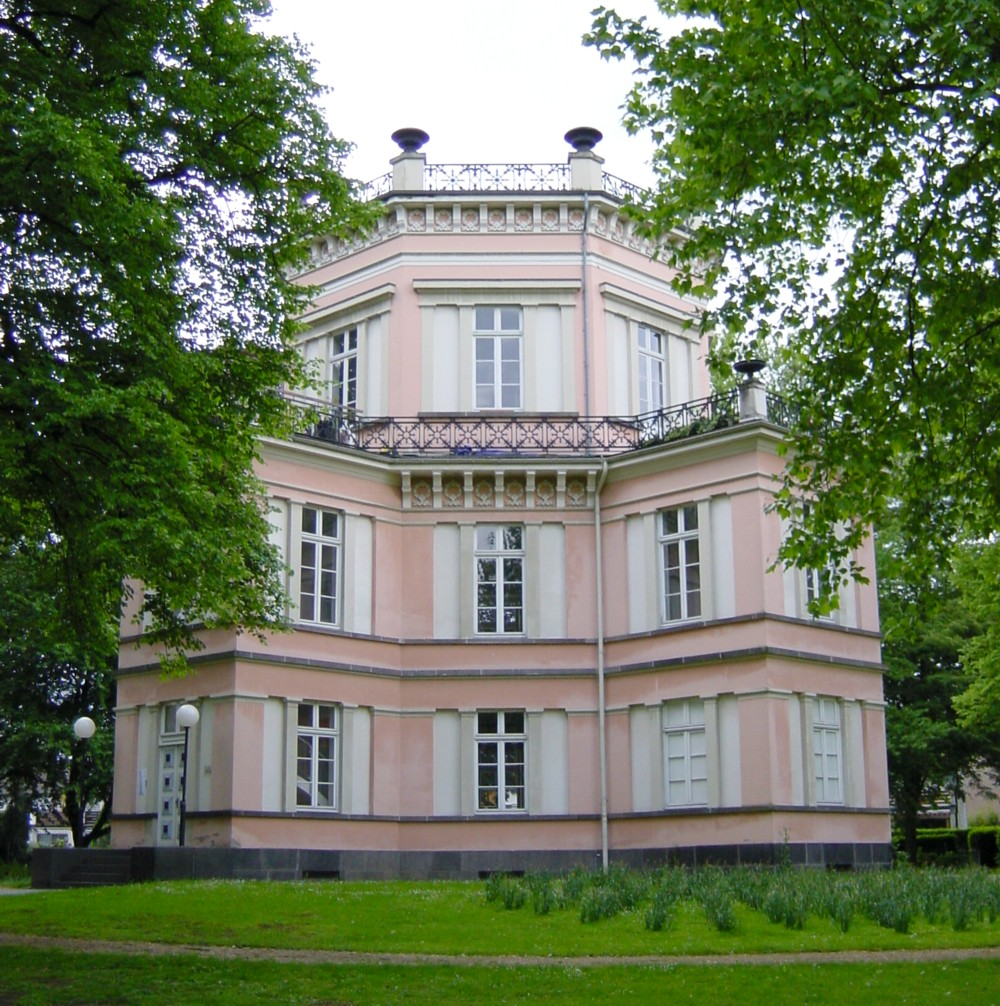
Haus Greiffenhorst в парке Грайфенхорст
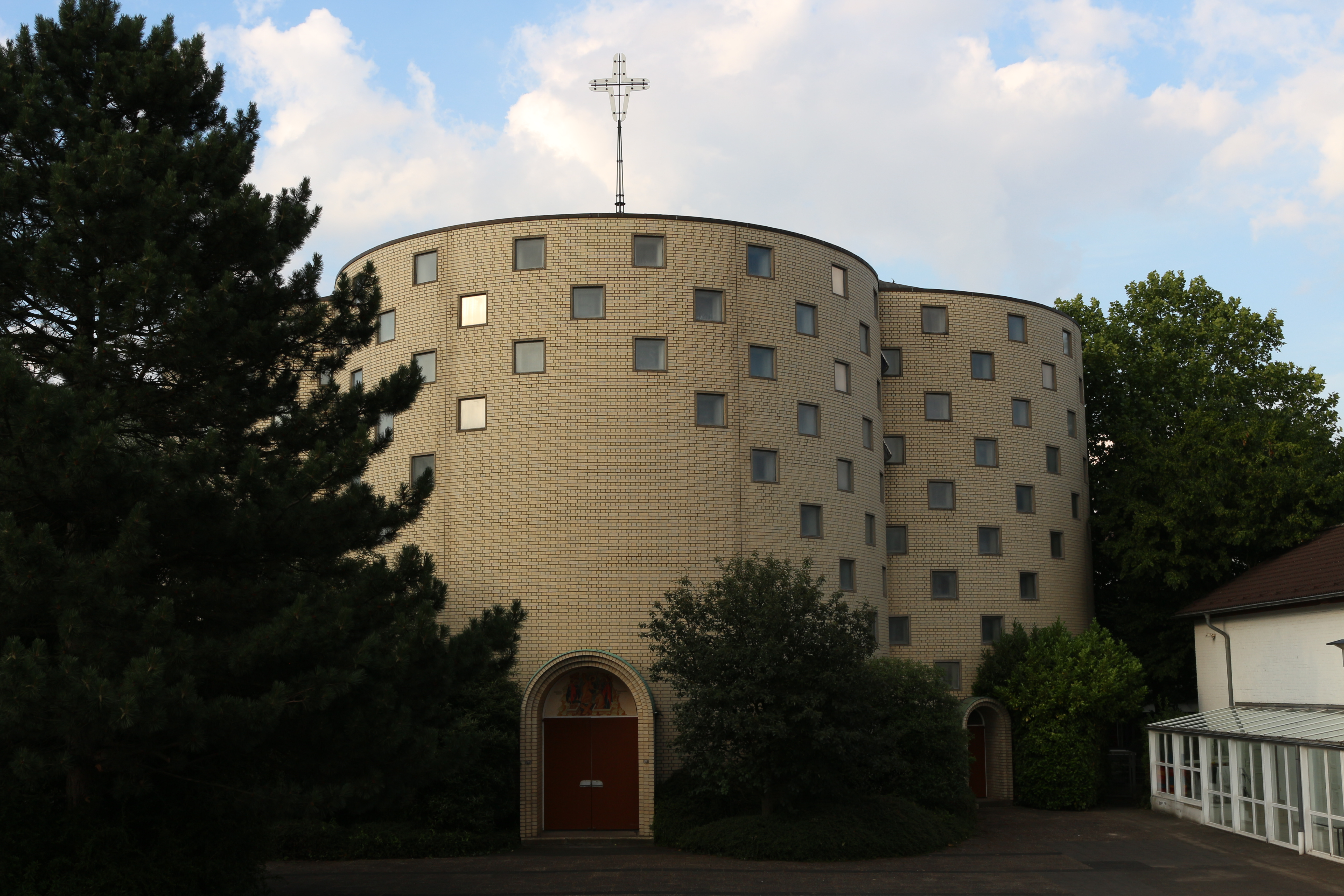
Православный Храм святой Великомученицы Варвары (РПЦ МП)

## Города-побратимы
- Венло
- Ульяновск
- Дюнкерк
- Шарлотт
- Кропивницкий